# Milos Kerkez
Milos Kerkez, född den 7 november 2003, är en ungersk fotbollsspelare som spelar för Liverpool.
Milos Kerkez inledde sin senioikarriär år 2020 i Győri. Efter spel i AC Milan värvades han av AZ 2022 innan han året efter flyttade till Bournemouth. 2025 värvades han av Liverpool. Han har även representerat det ungerska landslaget där han debuterade 2022.